# Jugeals-Nazareth
Jugeals-Nazareth é uma comuna francesa na região administrativa da Nova Aquitânia, no departamento de Corrèze. Estende-se por uma área de 10,95 km². Em 2010 a comuna tinha 1 002 habitantes (densidade: 91,5 hab./km²).